# Nic Scheitler
Nicolas Scheitler, detto Nic (Niederkorn, 18 maggio 1910 – Niederkorn, 18 settembre 1999), è stato un sollevatore lussemburghese che ha gareggiato nella categoria dei pesi massimi leggeri, campione europeo ad Essen nel 1933.

## Carriera
Prese parte a due edizioni dei Giochi olimpici: ad Amsterdam nel 1928, piazzandosi al quattordicesimo posto, e a Berlino nel 1936, classificandosi al quinto posto. Ai campionati europei conquistò una medaglia d'argento nel 1931 a Lussemburgo e una d'oro nel 1933 ad Essen.